# Пламервилл (Арканзас)
Пламервилл (англ. Plumerville) — город, расположенный в округе Конуэй (штат Арканзас, США) с населением в 854 человека по статистическим данным переписи 2000 года.

## География
По данным Бюро переписи населения США город Пламервилл имеет общую площадь в 2,59 квадратных километров, водных ресурсов в черте населённого пункта не имеется.
Город Пламервилл расположен на высоте 91 метр над уровнем моря.

## Демография
По данным переписи населения 2000 года в Пламервилле проживало 854 человека, 239 семей, насчитывалось 345 домашних хозяйств и 379 жилых домов. Средняя плотность населения составляла около 328,5 человека на один квадратный километр. Расовый состав Пламервилла по данным переписи распределился следующим образом: 72,95 % белых, 23,65 % — чёрных или афроамериканцев, 0,47 % — коренных американцев, 0,35 % — азиатов, 0,12 % — выходцев с тихоокеанских островов, 2,11 % — представителей смешанных рас, 0,35 % — других народностей. Испаноговорящие составили 1,17 % от всех жителей города.
Из 345 домашних хозяйств в 33,6 % — воспитывали детей в возрасте до 18 лет, 47,2 % представляли собой совместно проживающие супружеские пары, в 19,1 % семей женщины проживали без мужей, 30,7 % не имели семей. 27,2 % от общего числа семей на момент переписи жили самостоятельно, при этом 10,7 % составили одинокие пожилые люди в возрасте 65 лет и старше. Средний размер домашнего хозяйства составил 2,48 человек, а средний размер семьи — 2,98 человек.
Население города по возрастному диапазону по данным переписи 2000 года распределилось следующим образом: 26,5 % — жители младше 18 лет, 9,6 % — между 18 и 24 годами, 27,4 % — от 25 до 44 лет, 23,5 % — от 45 до 64 лет и 13,0 % — в возрасте 65 лет и старше. Средний возраст жителей составил 36 лет. На каждые 100 женщин в Пламервилле приходилось 85,7 мужчин, при этом на каждые сто женщин 18 лет и старше приходилось 85,3 мужчин также старше 18 лет.
Средний доход на одно домашнее хозяйство в городе составил 28 571 доллар США, а средний доход на одну семью — 37 679 долларов. При этом мужчины имели средний доход в 27 014 долларов США в год против 21 607 долларов среднегодового дохода у женщин. Доход на душу населения в городе составил 13 968 долларов в год. 15,1 % от всего числа семей в населённом пункте и 21,4 % от всей численности населения находилось на момент переписи населения за чертой бедности, при этом 21,7 % из них были моложе 18 лет и 14,0 % — в возрасте 65 лет и старше.